# Аггей (персонаж)
Аггей — герой древней легенды о гордом правителе, передающейся во многих версиях. Бог наказал его за гордыню: послал ангела, который принял вид подлинного Аггея, последний же остался на берегу реки без коня и платья. С этого момента начинаются тяжёлые испытания Аггея: его всюду бьют, смеются над ним, принимают за сумасшедшего, так как он выдаёт себя за правителя.
По одной версии, раскаявшийся Аггей был возвращён богом к власти, по другой — он от неё отрёкся и остался с нищими-слепцами, с которыми странствовал. Во всех версиях легенды одна и та же идея: гордость, заносчивость и жестокость наказываются.
Легенда эта видоизменялась, переходя от одного народа к другому. По мнению одних исследователей первоисточниками легенды служат сказания о царе Давиде и олене или о царе Соломоне и Асмодее. Другие учёные полагают, что эти еврейские сказания являются переработкой более древней индийской легенды (Pantchatantra), занесённой в Персию, а уже оттуда заимствованной евреями. В России легенда эта встречается в «Палее», содержащей толкование ветхозаветных сюжетов и апокрифов (Тихонравов — по списку 1477, Пыпин — по списку 1494), под названием «Сказание о Соломоне и Китоврасе».
В русской литературе этот миф послужил сюжетом для Вс. Гаршина, написавшего «Сказание о гордом Аггее» (1886), и Льва Толстого («Неизданная пьеса Толстого» в сб. ст. «Толстой и о Толстом», М., 1926).